# Genealogy
Genealogy es un supergrupo armenio formado por cantantes pertenecientes a la diáspora armenia dispersa por el mundo tras el genocidio armenio de 1915. Fue el grupo encargado de representar a Armenia en el Festival de la Canción de Eurovisión 2015 con la canción "Face the shadow" (Enfrentarse a la sombra), inicialmente titulada como "Don't deny" (No niegues). Cinco de los cantantes representan a cada uno de los cinco continentes, a los que se suma como sexto miembro Inga, que vive en Armenia y que ya representó a este país en el Festival de la Canción de Eurovisión 2009 con su hermana Anush, donde quedaron décimas. La confección del supergrupo pretende simbolizar la unión entre los armenios del mundo.

## Miembros
| Continente | País           | Artista                        | Nacimiento             | Fecha de unión al grupo |
| ---------- | -------------- | ------------------------------ | ---------------------- | ----------------------- |
| África     | Etiopía        | Vahe Tilbian                   | 2 de mayo de 1980      | 23 de febrero de 2015   |
| América    | Estados Unidos | Tamar Kaprelian                | 28 de octubre de 1986  | 20 de febrero de 2015   |
| Asia       | Japón          | Stephanie Topalian             | 5 de agosto de 1987    | 27 de febrero de 2015   |
| Europa     | Francia        | Essaï Altounian                | 5 de noviembre de 1980 | 16 de febrero de 2015   |
| Oceanía    | Australia      | Mary-Jean O'Doherty Vasmatzian | 2 de abril de 1982     | 3 de marzo de 2015      |
| Armenia    | Armenia        | Inga Arshakyan                 | 18 de marzo de 1982    | 12 de marzo de 2015     |